# Уравнения Фёппля — фон Кармана
Уравнения Фёппля — фон Кармана — уравнения в теории упругости названы в честь Августа Фёппля и Теодора фон Кармана, представляют собой набор нелинейных дифференциальных уравнений, описывающих большие прогибы тонких плоских пластин. Применяются в различных областях, начиная от проектирования подводных корпусов подводных лодок до  механических свойств клеточной стенки. Эти уравнения, которые трудно решить, имеют следующий вид:

{\displaystyle {\begin{aligned}(1)\qquad &{\frac {Eh^{3}}{12(1-\nu ^{2})}}\nabla ^{4}w-h{\frac {\partial }{\partial x_{\beta }}}\left(\sigma _{\alpha \beta }{\frac {\partial w}{\partial x_{\alpha }}}\right)=P\\(2)\qquad &{\frac {\partial \sigma _{\alpha \beta }}{\partial x_{\beta }}}=0\end{aligned}}}
где E — модуль Юнга материала пластины (предполагается однородной и изотропной), υ — коэффициент Пуассона, h — толщина пластины, w — прогиб пластины вне плоскости, P — внешняя нормальная сила на единицу площади пластины, σαβ — тензор напряжений, и α, β — индексы, которые принимают значения 1 и 2 (два ортогональные в плоскости направления). 2-мерный бигармонический оператор определяется как
{\displaystyle \nabla ^{4}w:={\frac {\partial ^{2}}{\partial x_{\alpha }\partial x_{\alpha }}}\left[{\frac {\partial ^{2}w}{\partial x_{\beta }\partial x_{\beta }}}\right]={\frac {\partial ^{4}w}{\partial x_{1}^{4}}}+{\frac {\partial ^{4}w}{\partial x_{2}^{4}}}+2{\frac {\partial ^{4}w}{\partial x_{1}^{2}\partial x_{2}^{2}}}\,.}
Уравнение (1) можно получить из кинематических допущений и уравнений связи для пластины. Уравнения (2) описывают сохранение импульса в двух измерениях, где предполагается, что в плоскости напряжения (σ33,σ13,σ23) равны нулю.

## Границы применимости
Уравнения Фёппля — фон Кармана представляют интерес с чисто математической точки зрения, но физическое применение этих уравнений сомнительно. Ciarlet утверждает, что: двумерные уравнения фон Кармана для пластин, первоначально предложенные фон Карманом [1910], играют мифическую роль в прикладной математике. В то время как они часто и с достаточной точностью изучались с математической точки зрения, включая различные вопросы существования, регулярности и бифуркации решений, но их физическая обоснованность часто подвергалась сомнению. Причины включают в себя следующие факты:
1. теория зависит от геометрического приближения, которое четко не определено;
2. произвольным образом задаётся изменение напряжения в поперечном сечении;
3. используются линейные материальные уравнения, что не соответствует известным соотношением между хорошо определёнными напряжениями и деформациями;
4. произвольно игнорируются некоторые компоненты деформации;
5. существует путаница между расчетной и деформированной конфигурациями, что делает теорию неприменимой к большим деформациям, для которых она была, видимо, придумана.

Условия, при которых эти уравнения фактически применимы и дают разумные результаты после решения обсуждаются Ciarlet.

## Уравнения в терминах функции напряжений Эйри
Три уравнения Фёппля — фон Кармана можно сократить до двух путем введения функции напряжения Эйри {\displaystyle \varphi }, где
{\displaystyle \sigma _{11}={\frac {\partial ^{2}\varphi }{\partial x_{2}^{2}}}~,~~\sigma _{22}={\frac {\partial ^{2}\varphi }{\partial x_{1}^{2}}}~,~~\sigma _{12}=-{\frac {\partial ^{2}\varphi }{\partial x_{1}\partial x_{2}}}\,.}
Затем эти уравнения сводятся к
{\displaystyle {\frac {Eh^{3}}{12(1-\nu ^{2})}}\Delta ^{2}w-h\left({\frac {\partial ^{2}\varphi }{\partial x_{2}^{2}}}{\frac {\partial ^{2}w}{\partial x_{1}^{2}}}+{\frac {\partial ^{2}\varphi }{\partial x_{1}^{2}}}{\frac {\partial ^{2}w}{\partial x_{2}^{2}}}-2{\frac {\partial ^{2}\varphi }{\partial x_{1}\,\partial x_{2}}}{\frac {\partial ^{2}w}{\partial x_{1}\,\partial x_{2}}}\right)=P}
{\displaystyle \Delta ^{2}\varphi +E\left\{{\frac {\partial ^{2}w}{\partial x_{1}^{2}}}{\frac {\partial ^{2}w}{\partial x_{2}^{2}}}-\left({\frac {\partial ^{2}w}{\partial x_{1}\,\partial x_{2}}}\right)^{2}\right\}=0\,.}

## Чистый изгиб
Для чистого изгиба тонких пластин уравнения равновесия {\displaystyle D\Delta ^{2}\ w=P}, где
{\displaystyle D:={\frac {Eh^{3}}{12(1-\nu ^{2})}}}
называется изгибной или цилиндрической жесткостью пластины.

## Кинематические предположения (гипотезы Кирхгофа)
При выводе уравнений Фёппля — фон Кармана предполагается верным следующее кинематическое соотношение (также известное как гипотеза Кирхгофа): нормали к поверхности пластины остаются перпендикулярными к пластине после деформации. Также предполагается, что перемещения в плоскости мембраны незначительны и изменения в толщине пластины пренебрежимо малы. Эти предположения подразумевают, что поле смещения u пластины можно выразить как
{\displaystyle u_{1}(x_{1},x_{2},x_{3})=v_{1}(x_{1},x_{2})-x_{3}\,{\frac {\partial w}{\partial x_{1}}}~,~~u_{2}(x_{1},x_{2},x_{3})=v_{2}(x_{1},x_{2})-x_{3}\,{\frac {\partial w}{\partial x_{2}}}~,~~u_{3}(x_{1},x_{2},x_{3})=w(x_{1},x_{2})}
где v — перемещения в плоскости мембраны. Такая форма поля перемещений неявно предполагает, что вращение пластины мало.

## Соотношения между деформациями и перемещениями (деформации фон Кармана)
Компоненты трехмерного лагранжиана тензора деформаций Грина определяются как
{\displaystyle E_{ij}:={\frac {1}{2}}\left[{\frac {\partial u_{i}}{\partial x_{j}}}+{\frac {\partial u_{j}}{\partial x_{i}}}+{\frac {\partial u_{k}}{\partial x_{i}}}\,{\frac {\partial u_{k}}{\partial x_{j}}}\right]\,.}
Подстановка выражений для поля смещения даёт
{\displaystyle {\begin{aligned}E_{11}&={\frac {\partial u_{1}}{\partial x_{1}}}+{\frac {1}{2}}\left[\left({\frac {\partial u_{1}}{\partial x_{1}}}\right)^{2}+\left({\frac {\partial u_{2}}{\partial x_{1}}}\right)^{2}+\left({\frac {\partial u_{3}}{\partial x_{1}}}\right)^{2}\right]\\&=-x_{3}\,{\frac {\partial ^{2}w}{\partial x_{1}^{2}}}+{\frac {1}{2}}\left[x_{3}^{2}\left({\frac {\partial ^{2}w}{\partial x_{1}^{2}}}\right)^{2}+x_{3}^{2}\left({\frac {\partial ^{2}w}{\partial x_{1}\partial x_{2}}}\right)^{2}+\left({\frac {\partial w}{\partial x_{1}}}\right)^{2}\right]\\E_{22}&={\frac {\partial u_{2}}{\partial x_{2}}}+{\frac {1}{2}}\left[\left({\frac {\partial u_{1}}{\partial x_{2}}}\right)^{2}+\left({\frac {\partial u_{2}}{\partial x_{2}}}\right)^{2}+\left({\frac {\partial u_{3}}{\partial x_{2}}}\right)^{2}\right]\\&=-x_{3}\,{\frac {\partial ^{2}w}{\partial x_{2}^{2}}}+{\frac {1}{2}}\left[x_{3}^{2}\left({\frac {\partial ^{2}w}{\partial x_{1}\partial x_{2}}}\right)^{2}+x_{3}^{2}\left({\frac {\partial ^{2}w}{\partial x_{2}^{2}}}\right)^{2}+\left({\frac {\partial w}{\partial x_{2}}}\right)^{2}\right]\\E_{33}&={\frac {\partial u_{3}}{\partial x_{3}}}+{\frac {1}{2}}\left[\left({\frac {\partial u_{1}}{\partial x_{3}}}\right)^{2}+\left({\frac {\partial u_{2}}{\partial x_{3}}}\right)^{2}+\left({\frac {\partial u_{3}}{\partial x_{3}}}\right)^{2}\right]\\&={\frac {1}{2}}\left[\left({\frac {\partial w}{\partial x_{1}}}\right)^{2}+\left({\frac {\partial w}{\partial x_{2}}}\right)^{2}\right]\\E_{12}&={\frac {1}{2}}\left[{\frac {\partial u_{1}}{\partial x_{2}}}+{\frac {\partial u_{2}}{\partial x_{1}}}+{\frac {\partial u_{1}}{\partial x_{1}}}\,{\frac {\partial u_{1}}{\partial x_{2}}}+{\frac {\partial u_{2}}{\partial x_{1}}}\,{\frac {\partial u_{2}}{\partial x_{2}}}+{\frac {\partial u_{3}}{\partial x_{1}}}\,{\frac {\partial u_{3}}{\partial x_{2}}}\right]\\&=-x_{3}{\frac {\partial ^{2}w}{\partial x_{1}\partial x_{2}}}+{\frac {1}{2}}\left[x_{3}^{2}\left({\frac {\partial ^{2}w}{\partial x_{1}^{2}}}\right)\left({\frac {\partial ^{2}w}{\partial x_{1}\partial x_{2}}}\right)+x_{3}^{2}\left({\frac {\partial ^{2}w}{\partial x_{1}\partial x_{2}}}\right)\left({\frac {\partial ^{2}w}{\partial x_{2}^{2}}}\right)+{\frac {\partial w}{\partial x_{1}}}\,{\frac {\partial w}{\partial x_{2}}}\right]\\E_{23}&={\frac {1}{2}}\left[{\frac {\partial u_{2}}{\partial x_{3}}}+{\frac {\partial u_{3}}{\partial x_{2}}}+{\frac {\partial u_{1}}{\partial x_{2}}}\,{\frac {\partial u_{1}}{\partial x_{3}}}+{\frac {\partial u_{2}}{\partial x_{2}}}\,{\frac {\partial u_{2}}{\partial x_{3}}}+{\frac {\partial u_{3}}{\partial x_{2}}}\,{\frac {\partial u_{3}}{\partial x_{3}}}\right]\\&={\frac {1}{2}}\left[x_{3}\left({\frac {\partial ^{2}w}{\partial x_{1}\partial x_{2}}}\right)\left({\frac {\partial w}{\partial x_{1}}}\right)+x_{3}\left({\frac {\partial ^{2}w}{\partial x_{2}^{2}}}\right)\left({\frac {\partial w}{\partial x_{2}}}\right)\right]\\E_{31}&={\frac {1}{2}}\left[{\frac {\partial u_{3}}{\partial x_{1}}}+{\frac {\partial u_{1}}{\partial x_{3}}}+{\frac {\partial u_{1}}{\partial x_{3}}}\,{\frac {\partial u_{1}}{\partial x_{1}}}+{\frac {\partial u_{2}}{\partial x_{3}}}\,{\frac {\partial u_{2}}{\partial x_{1}}}+{\frac {\partial u_{3}}{\partial x_{3}}}\,{\frac {\partial u_{3}}{\partial x_{1}}}\right]\\&={\frac {1}{2}}\left[x_{3}\left({\frac {\partial w}{\partial x_{1}}}\right)\left({\frac {\partial ^{2}w}{\partial x_{1}^{2}}}\right)+x_{3}\left({\frac {\partial w}{\partial x_{2}}}\right)\left({\frac {\partial ^{2}w}{\partial x_{1}\partial x_{2}}}\right)\right]\end{aligned}}}
Для малых деформаций, но умеренных поворотов, поправки высших порядков, которыми нельзя пренебюречь
{\displaystyle \left({\frac {\partial w}{\partial x_{1}}}\right)^{2}~,~~\left({\frac {\partial w}{\partial x_{2}}}\right)^{2}~,~~{\frac {\partial w}{\partial x_{1}}}\,{\frac {\partial w}{\partial x_{2}}}\,.}
Игнорируя все высшие порядки, и соблюдая требования о том, что пластина не меняет своей толщины, компоненты тензора деформации приводятся к виду деформаций фон Кармана
{\displaystyle {\begin{aligned}E_{11}&=-x_{3}\,{\frac {\partial ^{2}w}{\partial x_{1}^{2}}}+{\frac {1}{2}}\left({\frac {\partial w}{\partial x_{1}}}\right)^{2}\\E_{22}&=-x_{3}\,{\frac {\partial ^{2}w}{\partial x_{2}^{2}}}+{\frac {1}{2}}\left({\frac {\partial w}{\partial x_{2}}}\right)^{2}\\E_{12}&=-x_{3}{\frac {\partial ^{2}w}{\partial x_{1}\partial x_{2}}}+{\frac {1}{2}}\,{\frac {\partial w}{\partial x_{1}}}\,{\frac {\partial w}{\partial x_{2}}}\\E_{33}&=0~,~~E_{23}=0~,~~E_{31}=0\,.\end{aligned}}}

## Соотношения напряжения–деформации
Если предположить, что компоненты тензора напряжений Коши линейно связаны с деформациями фон Кармана посредством закона Гука, пластина изотропная и однородная и, что пластина подвержена только плоским напряжениям мы имеем σ33 = σ13 = σ23 = 0 и
{\displaystyle {\begin{bmatrix}\sigma _{11}\\\sigma _{22}\\\sigma _{12}\end{bmatrix}}={\cfrac {E}{(1-\nu ^{2})}}{\begin{bmatrix}1&\nu &0\\\nu &1&0\\0&0&1-\nu \end{bmatrix}}{\begin{bmatrix}E_{11}\\E_{22}\\E_{12}\end{bmatrix}}}
Разлагая слагаемые получим три ненулевые напряжения
{\displaystyle {\begin{aligned}\sigma _{11}&={\cfrac {E}{(1-\nu ^{2})}}\left[\left(-x_{3}\,{\frac {\partial ^{2}w}{\partial x_{1}^{2}}}+{\frac {1}{2}}\left({\frac {\partial w}{\partial x_{1}}}\right)^{2}\right)+\nu \left(-x_{3}\,{\frac {\partial ^{2}w}{\partial x_{2}^{2}}}+{\frac {1}{2}}\left({\frac {\partial w}{\partial x_{2}}}\right)^{2}\right)\right]\\\sigma _{22}&={\cfrac {E}{(1-\nu ^{2})}}\left[\nu \left(-x_{3}\,{\frac {\partial ^{2}w}{\partial x_{1}^{2}}}+{\frac {1}{2}}\left({\frac {\partial w}{\partial x_{1}}}\right)^{2}\right)+\left(-x_{3}\,{\frac {\partial ^{2}w}{\partial x_{2}^{2}}}+{\frac {1}{2}}\left({\frac {\partial w}{\partial x_{2}}}\right)^{2}\right)\right]\\\sigma _{12}&={\cfrac {E}{(1+\nu )}}\left[-x_{3}{\frac {\partial ^{2}w}{\partial x_{1}\partial x_{2}}}+{\frac {1}{2}}\,{\frac {\partial w}{\partial x_{1}}}\,{\frac {\partial w}{\partial x_{2}}}\right]\,.\end{aligned}}}

## Результирующие напряжения
Результирующие напряжения в пластине определяются как
{\displaystyle N_{\alpha \beta }:=\int _{-h/2}^{h/2}\sigma _{\alpha \beta }\,dx_{3}~,~~M_{\alpha \beta }:=\int _{-h/2}^{h/2}x_{3}\,\sigma _{\alpha \beta }\,dx_{3}\,.}
Поэтому
{\displaystyle {\begin{aligned}N_{11}&={\cfrac {Eh}{2(1-\nu ^{2})}}\left[\left({\frac {\partial w}{\partial x_{1}}}\right)^{2}+\nu \left({\frac {\partial w}{\partial x_{2}}}\right)^{2}\right]\\N_{22}&={\cfrac {Eh}{2(1-\nu ^{2})}}\left[\nu \left({\frac {\partial w}{\partial x_{1}}}\right)^{2}+\left({\frac {\partial w}{\partial x_{2}}}\right)^{2}\right]\\N_{12}&={\cfrac {Eh}{2(1+\nu )}}\,{\frac {\partial w}{\partial x_{1}}}\,{\frac {\partial w}{\partial x_{2}}}\end{aligned}}}
и
{\displaystyle {\begin{aligned}M_{11}&=-{\cfrac {Eh^{3}}{12(1-\nu ^{2})}}\left[{\frac {\partial ^{2}w}{\partial x_{1}^{2}}}+\nu \,{\frac {\partial ^{2}w}{\partial x_{2}^{2}}}\right]\\M_{22}&=-{\cfrac {Eh^{3}}{12(1-\nu ^{2})}}\left[\nu \,{\frac {\partial ^{2}w}{\partial x_{1}^{2}}}+{\frac {\partial ^{2}w}{\partial x_{2}^{2}}}\right]\\M_{12}&=-{\cfrac {Eh^{3}}{12(1+\nu )}}\,{\frac {\partial ^{2}w}{\partial x_{1}\partial x_{2}}}\,.\end{aligned}}}
Решения легче найти, когда уравнения выражаются через результирующие напряжения, а не напряжения в плоскости.

## Уравнения Фёппля — фон Кармана выраженные через результирующие напряжения
Уравнения Фёппля — фон Кармана как правило, получают с помощью энергетического подхода с учетом изменения внутренней энергии и виртуальную работу внешних сил. Аналогичный подход можно использовать для записи этих уравнений через результирующие напряжения. Определяющие уравнения
{\displaystyle {\begin{aligned}&{\frac {\partial ^{2}M_{11}}{\partial x_{1}^{2}}}+{\frac {\partial ^{2}M_{22}}{\partial x_{2}^{2}}}+2{\frac {\partial ^{2}M_{12}}{\partial x_{1}\partial x_{2}}}+{\frac {\partial }{\partial x_{1}}}\left(N_{11}\,{\frac {\partial w}{\partial x_{1}}}+N_{12}\,{\frac {\partial w}{\partial x_{2}}}\right)+{\frac {\partial }{\partial x_{2}}}\left(N_{12}\,{\frac {\partial w}{\partial x_{1}}}+N_{22}\,{\frac {\partial w}{\partial x_{2}}}\right)=P\\&{\frac {\partial N_{\alpha \beta }}{\partial x_{\beta }}}=0\,.\end{aligned}}}